# Mikatsu Group
Mikatsu Group（ミカツグループ）は、2019年に横浜市の中学生の活動がきっかけとなり設立された総合学生団体である。

## 概要
ボランティア事業・エンターテインメント事業・グローバル事業・パートナーシップ事業などを多角的に活動・事業を展開し、学生団体としていままでにない新たなグループ団体モデルとして「未来活動」の創出に取り組んでいる。なお、MIKATSUGROUPとはMIKATUMNCとその傘下に展開されるグループをまとめて呼称したものである。

## グループ一覧
| グループ名                                      | 活動内容                                                       |
| ----------------------------------------------- | -------------------------------------------------------------- |
| MIKATSU MNC Mikatsu Marketing and Communication | Mikatsu Groupのヘッドクォーター団体 グループの運営・管理を行う |
| MIKATSUボランティア                             | Mikatsu Groupのボランティア部門                                |
| MIKATSUエンターテインメント                     | Meマガジンを運営 Mikatsu Groupのエンターテインメント部門       |
| MIKATSUグローバルフレンズ                       | MikatsuGroupのグローバル部門 外国人をターゲットとした活動      |
| MIKATSUパートナーズ                             | 中高生の活動支援                                               |